# Zone marine
Une zone marine est une zone géographique d'une mer ou d'un océan, utilisée pour les bulletins de météorologie marine. Ce découpage des mers permet de faciliter la compréhension des bulletins.
La structure des zones a varié au cours du temps, mais il existe désormais un plan directeur mondial, appelé Metarea.

## Historique des zones de l'Europe de l'ouest
Le premier découpage date de 1863 : les premiers bulletins de météo marine en France sont basés sur quatre zones : Manche, Bretagne, Océan et Méditerranée. Au lendemain de la Seconde Guerre mondiale, les stations météo françaises et britanniques se mettent progressivement à faire référence à des zones, sans qu'il y ait de concertation générale. Cependant, le découpage se stabilise à partir de 1952.
Ainsi, en 1954, on dénombre les zones suivantes dans les bulletins météo français (du nord au sud et d'ouest en est) : Fladen Ground, Utsire, Tyne, Dogger Bank, Silver, Sud Irlande, Sandettie, Sole, Manche Ouest, Manche Est, Ouest Bretagne, Nord Gascogne, Cap Finisterre, Sud Gascogne, Golfe du Lion, Golfe de Gênes, Nord Baléares. Cependant, les zones britanniques étaient organisées différemment.
L'harmonisation entre pays riverains se met en place plus tard :
- le 1er août 1984 pour les zones de la mer du Nord ;
- le 1er septembre 1993 pour les zones méditerranéennes. Ce découpage, mis en place en collaboration par la France, l'Espagne, l'Italie et les pays d'Afrique du nord, n'est cependant entré en application en Espagne qu'en 1998.

## Découpage international

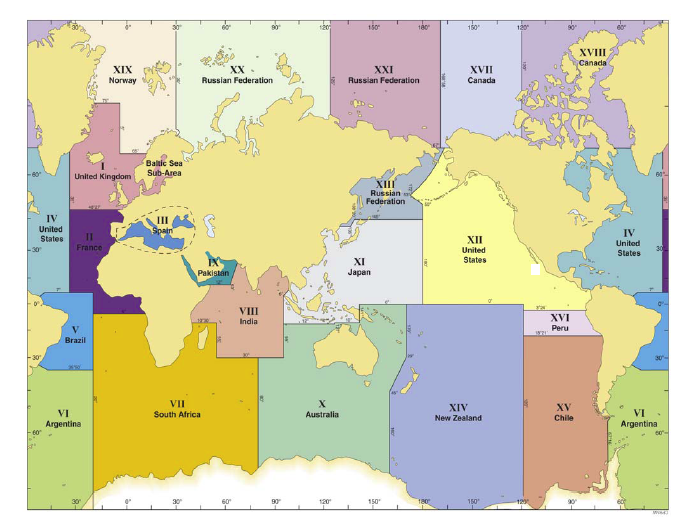
Carte des NAVAREAs, similaire à celle des METAREAs sauf certains détails des régions III et VIII.

En 2002 est entré en vigueur un nouveau découpage au niveau mondial, appelé Metarea, et défini par le Système mondial de détresse et de sécurité en mer (SMDSM). Le monde est divisé en 16 grandes zones, numérotées de I à XVI, lesquelles sont subdivisées en zones de tailles classiques.
L'Europe de l'ouest est partagée entre les zones Metarea I (nord du 48°27'N en Bretagne, responsabilité du Royaume-Uni) et Metarea II (sud du 48°27'N, responsabilité de la France). Au sein de ces régions, les zones préexistantes ont globalement été reprises, avec quelques aménagements nécessaires en raison de l'harmonisation internationale.
Les zones sont donc les mêmes pour tous les pays, même si les noms qui leur sont donnés peuvent occasionnellement varier.
Les zones actuellement utilisées dans les bulletins de Météo-France sont les suivantes :
- région Metarea I : Hébrides, Viking, Utsire, Rockall, Malin, Cromarty, Forth, Forties, Fisher, Irish Sea, Tyne, Dogger, Humber, German, Shannon, Fastnet, Lundy, Tamise, Sole, Ouessant, Casquets, Antifer, Pas de Calais ;
- région Metarea II : Pazenn, Iroise, Yeu, Rochebonne, Finisterre, Cantabrico ;
- Méditerranée : Alboran, Palos, Alger, Cabrera, Baléares, Minorque, Lion, Provence, Ligure, Corse, Sardaigne, Maddalena, Elbe, Circéo, Lipari, Carbonara, Tunisie, Annaba.